# Dichocrocis catalalis
Dichocrocis catalalis is een vlinder van de familie van de grasmotten (Crambidae), uit de onderfamilie van de Spilomelinae. De wetenschappelijke naam van deze soort is voor het eerst voorgesteld door Pierre Viette in een publicatie uit 1953.
De soort komt voor in Madagaskar.